# フォイ・ドレイパー
フォイ・ドレイパー（Foy Draper、1911年11月26日- 1943年2月1日)は、アメリカ合衆国の陸上競技選手。1936年ベルリンオリンピックの金メダリストである。

## 経歴
ドレイパーは南カリフォルニア大学在学中の1935年にIC4A選手権の200mのチャンピオンに輝く。翌年のベルリンオリンピックでは、4×100mリレーのアメリカチームの第3走者として、39.8秒の世界新記録で、ジェシー・オーエンス、ラルフ・メトカーフ、フランク・ワイコフとともに金メダルを獲得した。
ドレイパーは第二次世界大戦では、爆撃機（A-20ハボック）のパイロットとしてチュニジアのテレプテに配属。1943年1月4日、カセリーヌ峠の戦闘に参加するが、ほかの2人の乗組員とともに戻ってくることはなかった。彼の命日は1943年2月1日とされており、チュニジアにある米軍記念墓地に埋葬された。